# Pseudomyrmex acanthobius
Pseudomyrmex acanthobius é uma espécie de formiga do género Pseudomyrmex, subfamilia Pseudomyrmecinae. Foi descrita por Emery em 1896.
De distribuição neotropical.